# Châteaubriant
Châteaubriant (bretonă: Kastell-Briant, gallo: Chatiaubriant - Chateauberriant) este un oraș în Franța, sub-prefectură a departamentului Loire-Atlantique din regiunea Pays de la Loire. Localitatea este înfrățită cu comuna Brabova din județul Dolj.
1. ↑  répertoire géographique des communes, accesat în 26 octombrie 2015
2. ↑  dataset of postal codes in France, 1 octombrie 2018